# Steffi Roettgen
Steffi Röttgen (* 25. Mai 1941 in Eisleben) ist eine deutsche Kunsthistorikerin und Hochschullehrerin. Sie forscht zur italienischen und deutschen Malerei des 18. Jahrhunderts und wurde vor allem bekannt durch ihre Überblickswerke zur italienischen Freskenmalerei der Renaissance und des Barock sowie durch ihre Forschungen zu Anton Raphael Mengs und seinem Kreis.

## Leben
Nach dem Studium der Kunstgeschichte, Klassischen Archäologie, Theaterwissenschaft und der Vor- und Frühgeschichte in Erlangen, München und Bonn wurde sie 1974 bei Herbert von Einem promoviert. 1976 bis 1979 forschte sie mit einem Auslandsstipendium der Deutschen Forschungsgemeinschaft in Madrid und an der Bibliotheca Hertziana in Rom. An den staatlichen Museen in München machte sie ein Volontariat und war anschließend im Rahmen eines Projekts der Fritz Thyssen Stiftung am Bayerischen Nationalmuseum mit der Inventarisation der Grabmäler des Alten Südlichen Friedhofs in München beauftragt. Von 1980 bis 1985 arbeitete sie als Assistentin am Institut für Kunstgeschichte an der Universität München. Anschließend war sie bis 1990 wissenschaftliche Mitarbeiterin am Kunsthistorischen Institut in Florenz. 1992 habilitierte sie sich an der TU Berlin und war danach als Hochschullehrerin in Berlin und an der Universität München tätig, wo sie 2001 eine außerplanmäßige Professur erhielt. Darüber hinaus war sie einige Zeit assoziierte Gastwissenschaftlerin am Kunsthistorischen Institut in Florenz.
Heute lebt und forscht Roettgen in München.

## Schaffen
Roettgens Forschungsschwerpunkte befassen sich mit der neoklassischen Kunst in Rom im 18. Jahrhundert unter besonderer Berücksichtigung von Anton Raphael Mengs und Johann Joachim Winckelmann sowie der italienischen Topographie im Blick der Nordländer. Zu ihren wichtigsten Buchveröffentlichungen gehören mehrere Bände zur italienischen Freskenmalerei von der Renaissance bis zum Barock und eine Monographie mit Werkverzeichnis von Anton Raphael Mengs. Ein weiteres Forschungsgebiet betrifft die Kunst in München im 19. und 20. Jahrhundert. In diesem Zusammenhang erschien eine Übersicht zur Kunst im öffentlichen Raum in München.

## Werke als Autorin
- Wandmalerei der Frührenaissance in Italien. Anfänge und Entfaltung. 1400–1470. Hirmer, München 1996, ISBN 978-3-7774-7050-4.
- Wandmalerei der Frührenaissance in Italien. Die Blütezeit 1470–1510. Hirmer, München 1997, ISBN 978-3-7774-7220-1.
- Anton Raphael Mengs 1728–1779. Band 1: Das malerische und zeichnerische Werk. Hirmer, München 1999, ISBN 978-3-7774-7900-2.
- Anton Raphael Mengs 1728–1779. Band 2: Leben und Wirken. Hirmer, München 2003, ISBN 978-3-7774-7900-2.
- Wandmalerei in Italien. Vom Barock bis zur Aufklärung 1600–1800. Hirmer, München 2007, ISBN 978-3-7774-3495-7.

## Werke als Herausgeberin
- Skulptur und Plastik auf Münchens Straßen und Plätzen. Kunst im öffentlichen Raum 1945–1999. Idea Verlag, München 2000, ISBN 978-3-88793-150-6.
- Mengs. Die Erfindung des Klassizismus. Katalog zur Ausstellung, Staatliche Kunstsammlungen Dresden, Residenzschloss Dresden (23.06.–03.09.2001). Hirmer, München 2001, ISBN 978-3-7774-9080-9.
- Drehscheibe Serenissima. Die kulturelle „Achse“ Dresden – Venedig – Rom im 18. Jahrhundert. (Interdisziplinäres Kolloquium, Venedig, Deutsches Studienzentrum, Mai 2001). Zeitenblicke. Online-Journal für Geschichtswissenschaften, 2, 2003, Nr. 3 (online).

## Aufsätze (Auswahl)
Ein Großteil der Zeitschriften- und Buchbeiträge von Steffi Roettgen sind als PDF-Dateien über den Heidelberger Dokumentenserver verfügbar. Nicht online einsehbare Aufsätze:
- Mengs, Winckelmann und Alessandro Albani. Idee und Gestalt des Parnaß in der Villa Albani. In: Storia dell' arte 30, 1977, S. 87–156.
- Das Papyruskabinett von Mengs in der Biblioteca Vaticana. Ein Beitrag zur Geschichte und Idee des Museo Pio-Clementino. In: Münchner Jahrbuch der bildenden Kunst, 3. Folge, Bd. 31, 1980, S. 189–246.
- Die Villa Albani und ihre Bauten. Biographie Alessandro Albani. Eine unbekannte Beschreibung der Villa Albani. In: Herbert Beck, Peter Cornelis Bol (Hrsg.): Forschungen zur Villa Albani. Antike Kunst und die Epoche der Aufklärung. Gebr. Mann Verlag, Berlin 1982, ISBN 978-3-7861-1309-6, S. 61–184.
- Hofkunst – Akademie – Kunstschule – Werkstatt. Texte und Kommentare zur Kunstpflege von August III. von Polen und Sachsen bis zu Ludwig I. von Bayern. In: Münchner Jahrbuch der Bildenden Kunst, 3. Folge, Bd. 36, 1985, S. 131–181.
- Guido Reni und die römische Malerei im 17. und 18. Jahrhundert. In: Sybille Ebert-Schifferer, Andrea Emiliani, Erich Schleier (Hrsg.): Guido Reni und Europa. Ruhm und Nachruhm. Ausstellungskatalog, Schirn-Kunsthalle (1988–1989), Frankfurt am Main 1988, ISBN 978-88-7779-062-0, S. 578–643.
- Die italienische Wandmalerei und der Norden. In: Annegret Möhlenkamp, Ulrich Kuder, Uwe Albrecht (Hrsg.): Geschichte in Schichten. Wand- und Deckenmalerei im städtischen Wohnbau des Mittelalters und der frühen Neuzeit. Internationales Symposium in Lübeck, 26.–28. Mai 2000. Schmidt-Römhild, Lübeck 2002, ISBN 978-3-7950-1249-6, S. 220–243.
- Ein Europäer aus der preußischen Provinz. Winckelmann in der aktuellen Forschung – Fazit zur Halbzeit des Doppeljubiläums. In: Kunstchronik 71, Heft 6, Juni 2018, S. 314–337.
- “C’est une Cité fort libre” – Facetten künstlerischer Freiheit in Rom. In: Adolf H. Borbein, Ernst Osterkamp (Hrsg.): Kunst und Freiheit. Eine Leitthese Winckelmanns und ihre Folgen. Internationale Tagung der Akademie der Wissenschaften und der Literatur Mainz und der Winckelmann-Gesellschaft Stendal, Berlin 13.–14. Juni 2018. Franz Steiner Verlag, Stuttgart 2020, ISBN 978-3-515-12803-2, S. 93–119.